# De Werkman
De Werkman, vanaf 1931 verdergezet als Het Land van Aalst, was een Belgisch Nederlandstalig daensistisch - en later Vlaams-nationalistisch - tijdschrift.

## Historiek
De eerste editie van het tijdschrift - aanvankelijk uitgegeven en grotendeels samengesteld door Pieter Daens - rolde in 1872 van de persen en verscheen aanvankelijk 2-wekelijks. Vanaf 20 december van dat jaar werd overgeschakeld op wekelijkse publicaties. Het blad richtte zich op de arbeidersklasse en gold als een gematigde versie van Het Land van Aelst.
Door de aanvankelijke financiële steun van enkele geestelijken werd een oplage van circa 25.000 exemplaren gehaald. Nadat naar aanleiding van de parlementsverkiezingen van 1894 (de eerste onder het stelsel van het algemeen meervoudig stemrecht) een persstrijd tussen de Katholieke Partij en de Christene Volkspartij losbarstte viel deze katholieke steun weg en daalde de oplage in de periode 1895 - 1905 naar circa 4.000 exemplaren. Het tijdschrift verschilde in deze periode inhoudelijk slechts weinig van Het Land van Aelst, dat sinds 1880 eveneens uitgegeven werd door Pieter Daens.
Tijdens de Eerste Wereldoorlog verscheen het tijdschrift op onregelmatige basis. Vanaf 13 september 1923 droeg het tijdschrift de ondertitel "Tolk der Kristene Volkspartij, Vlaamsche Front. Partij van Vlaamsche Nationalisten, P..V.N.", naar aanleiding van de fusie van de Christene Volkspartij en het Vlaamsche Front te Aalst. Vanaf 1924 werd Ernest Van den Berghe aangesteld als verantwoordelijk uitgever, onder zijn bewind steeg de oplage van circa. 2.000 exemplaren naar 10.000. In 1927 verhuisde de zetel van het tijdschrift naar het Vlaamse Huis te Aalst.
In 1931 werd het tijdschrift omgedoopt in Het Land van Aalst en vanaf 1933 werd het een orgaan van het VNV. In december 1935 ging het op in het VNV-weekblad Strijd.

## Bekende (ex-)medewerkers
- Staf de Clercq
- Adolf Daens
- Pieter Daens
- Jan-Baptist De Neve

- Alexander de Vos
- Léonce du Castillon
- Hendrik Elias
- Florimond Fonteyne

- Ernest Van den Berghe
- Albert Van den Bruele
- Karel Van Opdenbosch

## Historische documenten
- Digitaal archief De Werkman (1872 - 1931); Stadsarchief Aalst
- Digitaal archief De Werkman (1914 - 1918); Het Archief